# Luis Moya
Luis Moya là một đô thị thuộc bang Zacatecas, México. Năm 2005, dân số của đô thị này là 10982 người.